# Acanthurus polyzona
Acanthurus polyzona är en fiskart som först beskrevs av Bleeker, 1868.  Acanthurus polyzona ingår i släktet Acanthurus och familjen Acanthuridae. IUCN kategoriserar arten globalt som otillräckligt studerad. Inga underarter finns listade i Catalogue of Life.

## Bildgalleri

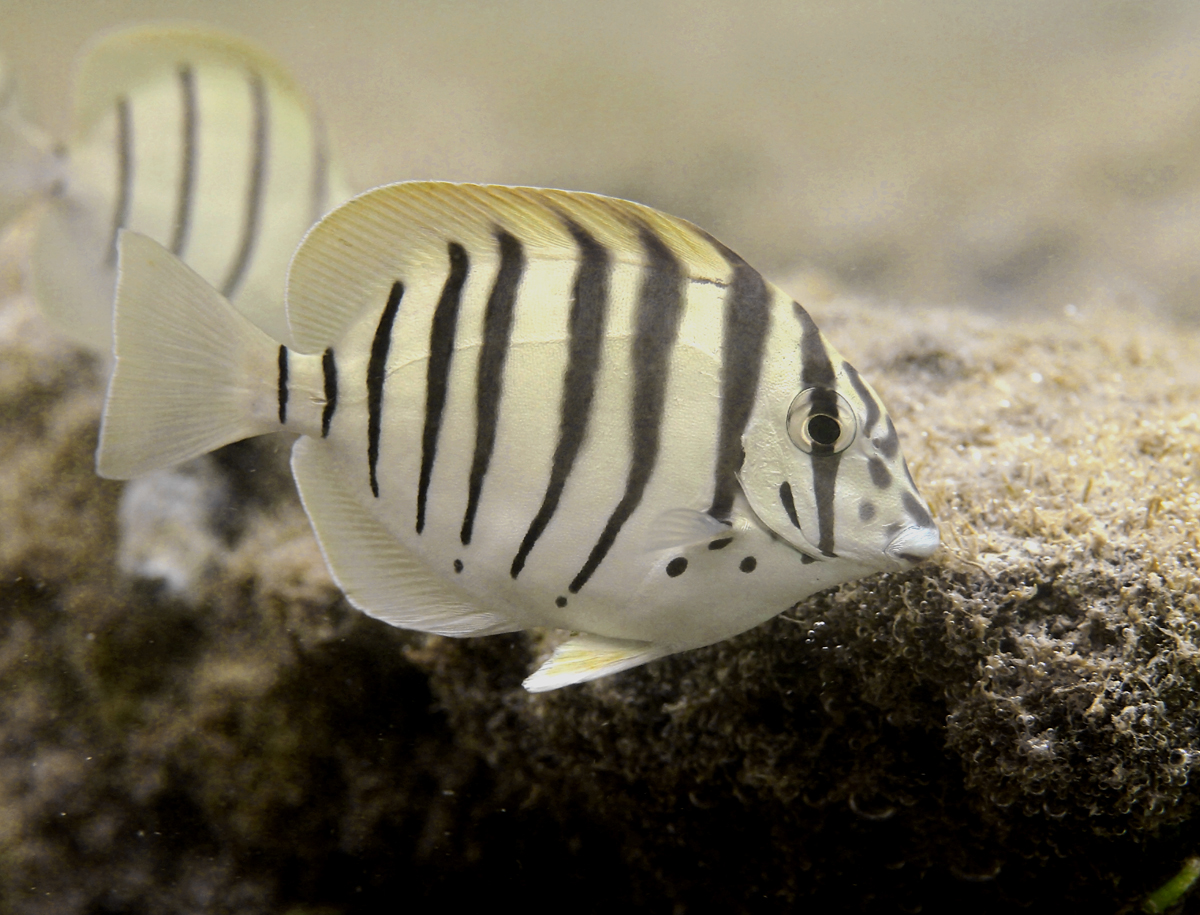
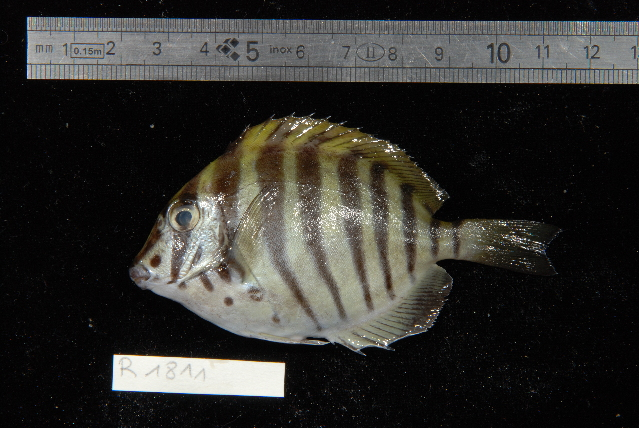